# لیک لک لا بل (ویسکانسین)
لیک لک لا بل (به انگلیسی: Lake Lac La Belle) یک منطقهٔ مسکونی در ایالات متحده آمریکا است که در Ixonia واقع شده‌است. لیک لک لا بل ۲٫۵ کیلومتر مربع مساحت و ۸۳۳ نفر جمعیت دارد و ۲۸۰ متر بالاتر از سطح دریا واقع شده‌است.